# Џаспер (Индијана)
Џаспер (енгл. Jasper) град је у америчкој савезној држави Индијана.

## Демографија
По попису из 2010. године број становника је 15.038, што је 2.938 (24,3%) становника више него 2000. године.
| Група             | 2000.          | 2010.          |
| Белци             | 11.556 (95,5%) | 13.582 (90,3%) |
| Афроамериканци    | 30 (0,2%)      | 57 (0,4%)      |
| Азијати           | 49 (0,4%)      | 131 (0,9%)     |
| Хиспаноамериканци | 408 (3,4%)     | 1.153 (7,7%)   |
| Укупно            | 12.100         | 15.038         |